# NetBEUI
NetBEUI (NetBIOS Extended User Interface, en español Interfaz extendida de usuario de NetBIOS), es un protocolo de nivel de red sin encaminamiento y bastante sencillo utilizado como una de las capas en las primeras redes de Microsoft. NetBIOS sobre NetBEUI es utilizado por muchos sistemas operativos desarrollados en 1990, como LAN Manager, LAN Server, Windows 3.x, Windows 95 y Windows NT.
Este protocolo a veces es confundido con NetBIOS, pero NetBIOS es una idea de cómo un grupo de servicios deben ser dados a las aplicaciones. Con NetBEUI se convierte en un protocolo que está en varios servicios. NetBEUI puede ser visto como una implementación de NetBIOS sobre IEEE 802.2 LLC. Otros protocolos, como NetBIOS sobre IPX/SPX o NetBIOS sobre TCP/IP, también implementan los servicios de NetBIOS pero con sus propias herramientas.
NetBEUI usa el modo 1 de IEEE 802.2 para proveer el servicio de nombres y el de datagramas, y el modo 2 para proveer el servicio de sesión. NetBEUI abusa de los mensajes broadcast, por lo que se ganó la reputación de usar la interfaz en exceso.
NetBIOS fue desarrollada para las redes de IBM por Saytek, y lo uso también Microsoft en su MS-NET en 1985.
En 1987 Microsoft y Novell usaron también este protocolo para su red de los sistemas operativos LAN Manager y NetWare.
Debido a que NetBEUI no tiene encaminamiento, sólo puede usarse para comunicar terminales en el mismo segmento de red, pero puede comunicar dos segmentos de red que estén conectados mediante un puente de red. Esto significa que sólo es recomendable para redes medianas o pequeñas. Para poder usar este protocolo en redes más grandes de forma óptima debe ser implementado sobre otros protocolos como IPX o TCP/IP.

## Servicios
A finales de 1985, IBM lanzó dicho protocolo, el cual unió con el API NetBIOS para convertirse en NetBIOS Extended User Interface (NetBEUI). NetBEUI fue diseñado para redes de área local (LANs), y permitía a cada máquina usar un nombre (de hasta 15 caracteres) que no estuviera siendo usado en la red. Entendemos por pequeña LAN, a una red de menos de 255 nodos. El protocolo NetBEUI se volvió muy popular en las aplicaciones de red.

## Disponibilidad
NetBEUI -Aparte de DOS y UNIX- es oficialmente soportado por Microsoft en todos sus sistemas operativos hasta Windows 2000, pero su uso va rápidamente en descenso desde la aparición de NetBIOS sobre TCP/IP.
Microsoft no da soporte desde Windows XP a NetBEUI, aunque aún da la posibilidad de una instalación manual desde el CD-ROM original de Windows XP.
Debido a esto, no se sabe de forma oficial si el protocolo NetBEUI puede ser instalado en Windows Vista de forma efectiva, aunque sea sin soporte por parte de Microsoft. Además, otro motivo a añadir puede ser el cambio significativo en el protocolo TCP/IP en Windows Vista. Los componentes de cliente y servidor de TCP/IP pueden haber cambiado demasiado debido a que ha sido reescrito por completo, lo que podría haber generado la pérdida de compatibilidad con el protocolo NetBEUI diseñado para Windows XP. A pesar de esto, los archivos de NetBEUI del CD-ROM de Windows XP, parecen funcionar de forma correcta sobre Windows Vista.